# Provincia de Bingo
La provincia de Bingo (備後国 Bingo-no-kuni?) fue una provincia japonesa que en la actualidad correspondería a la parte oriental de la prefectura de Hiroshima. Bingo limitaba con las provincias de Bitchū, Hōki, Izumo, Iwami y Aki. Formaba parte del circuito del San'yōdō. Su nombre abreviado era Bishū (備州?).
La capital provincial (kokufu) estaba en la ciudad de Fuchū y el Kibitsu jinja fue designado como el principal santuario sintoísta (ichinomiya) para la provincia.